# Couepia polyandra
Couepia polyandra là một loài thực vật có hoa trong họ Cám. Loài này được (Kunth) Rose mô tả khoa học đầu tiên năm 1899.